# Raouf Bouzaiene
Raouf Bouzaiene (arab. رؤوف بوزين; ur. 16 sierpnia 1970 w Susie) – tunezyjski piłkarz występujący na pozycji obrońcy. Posiada również francuskie obywatelstwo.

## Kariera klubowa
Raouf Bouzaiene zawodową karierę rozpoczynał w 1990 roku w zespole Stade Lavallois. W debiutanckim sezonie wystąpił w dziesięciu ligowych pojedynkach, jednak w kolejnych sezonach grywał już znacznie częściej. Przez pięć lat gry dla Stade Lavallois tunezyjski obrońca wystąpił w 130 spotkaniach i strzelił 22 bramki. Latem 1995 roku Bouzaiene postanowił zmienić klub i odszedł do LB Châteauroux. W nowym klubie od razu wywalczył sobie miejsce w podstawowej jedenastce. Gdy LB Châteauroux wywalczyło sobie awans do Ligue 1, Bouzaiene w najwyższej klasie rozgrywek we Francji rozegrał tylko trzy mecze. Po zakończeniu sezonu przeniósł się do Club Africain Tunis, gdzie występował przez kolejne trzy lata. W 1999 roku razem z drużyną wywalczył Puchar Zdobywców Pucharów Afryki oraz puchar Tunezji. W 2001 roku Bouzaiene podpisał kontrakt z włoskim zespołem Genoa CFC. W jego barwach zaliczył 47 występów w Serie B, po czym na rok powrócił do Étoile Sportive du Sahel. Po sezonie 2003/04 Tunezyjczyjk podjął decyzję o zakończeniu piłkarskiej kariery.

## Kariera reprezentacyjna
W reprezentacji Tunezji Bouzaiene zadebiutował w 1992 roku. W 2002 roku znalazł się w 23-osobowej kadrze drużyny narodowej na mistrzostwa świata. Podopieczni Ammara Souayaha nie zdołali przebrnąć przez fazę grupową i odpadli z turnieju. Na mundialu Bouzaiene był podstawowym zawodnikiem swojego zespołu i wystąpił we wszystkich trzech spotkaniach, a w zremisowanym pojedynku przeciwko Belgii ustalił wynik meczu na 1:1. Po mistrzostwach Tunezyjczyk zakończył reprezentacyjną karierę. Dla Tunezji zaliczył 43 występy, w których dwa razy wpisał się na listę strzelców.